# Movimiento Donglin
El Donglin fue un movimiento ideológico y filosófico que surgió en China a finales de la dinastía Ming y se desarrolló a principios de la dinastía Qing.
El movimiento se estableció en 1604, durante el reinado del emperador Wanli, cuando Gu Xiancheng (1550-1612), un Gran Secretario Ming, y Gao Panlong (1562-1626), un alto funcionario, reinstauraron la academia Donglin en Wuxi con el apoyo financiero de los adinerados locales y funcionarios.
La motivación para reinstaurar la Academia fue la preocupación por la situación de la burocracia y su incapacidad para mejorar. El movimiento representó una vuelta a las tradiciones morales confucianas y la generación de nuevas conclusiones. Posteriormente la Academia se convirtió en un centro de discusión de asuntos públicos a finales de la era Ming y principios de la era Qing. Muchos partidarios de Donglin entraron en el funcionariado y se vio profundamente envuelto en las disputas entre facciones.
Muchos de los creadores de la academia se encontraban entre los mandarines que unos años antes habían forzado al emperador Wanli a nombrar a su primogénito, Zhu Changluo (futuro emperador Taichang), como su heredero al trono, aunque el emperador hubiera preferido nombrar sucesor a Zhu Changxun (hijo del emperador con su concubina favorita).
Durante el reinado del emperador Tianqi, la oposición Donglin al eunuco Wei Zhongxian conllevó el cierre de la Academia en 1622 y la tortura y ejecución de su líder, Yang Lian, y cinco otros miembros en 1624.
Con el ascenso del emperador Chongzhen se restauraron las fortunas de la facción Donglin.
Posteriormente, durante su reinado, los partidarios de Donglin se opusieron al Gran Secretario Wen Tiren y finalmente consiguieron su destitución en 1637.